# Architonnerre

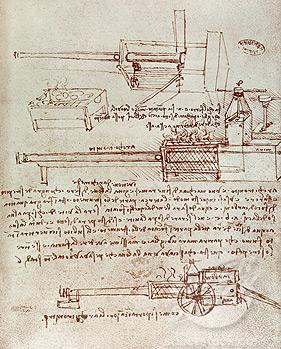
Léonard de Vinci, L'Architonnerre, plume et encre

L'Architonnerre ou Architronito est un projet de canon à vapeur dessiné par le peintre et inventeur florentin Léonard de Vinci à la fin du XVe siècle. Le terme d'Architronito, mot-valise créé par l'artiste, se compose du préfixe Archi pour « Archimède » et de tronito (« tonnerre »). 
Le canon à vapeur est en effet une innovation attribuée à Archimède lors du siège de Syracuse (213 av. J.-C.). Une annotation de Vinci explique que « l'Architonnerre est une machine de cuivre fin, invention d'Archimède » (« Architronito è una macchina di fino rame, invenzlon d'Archimede »). Il ajoute que l'engin « lance des balles de fer avec un grand bruit et beaucoup de violence ».
Le principe consiste à produire de la vapeur en versant de l'eau sur le cuivre surchauffé. La pression propulse alors le boulet vers l'extérieur.
Les croquis de l'Architonnerre furent retrouvés en 1838 parmi les papiers de Vinci par Étienne-Jean Delécluze, de l'Institut de France, et publiés dans l'hebdomadaire L'Artiste en 1841.